# Portulaca oleracea subsp. papillatostellulata
Portulaca oleracea subsp. papillatostellulata é uma subespécie de planta com flor pertencente à família Portulacaceae. 
A autoridade científica da subespécie é Danin & H.G.Baker, tendo sido publicada em Israel Journal of Botany 27(3–4): 200, f. 30–33. 1978 (1979).

## Portugal
Trata-se de uma subespécie presente no território português, nomeadamente em Portugal Continental.
Em termos de naturalidade é introduzida na região atrás indicada.

## Protecção
Não se encontra protegida por legislação portuguesa ou da Comunidade Europeia.